# Albert Uderzo
Albert Uderzo, nato Alberto Aleandro Uderzo (Fismes, 25 aprile 1927 – Neuilly-sur-Seine, 24 marzo 2020), è stato un fumettista francese.
Figlio di genitori italiani, nella sua brillante carriera ha realizzato fumetti avventurosi ed umoristici, giungendo alla consacrazione ed alla celebrità grazie alla serie Asterix, realizzata assieme a René Goscinny. Dopo la prematura scomparsa di Goscinny, Uderzo ha continuato la realizzazione della serie. È morto il 24 marzo 2020 per una crisi cardiaca all’età di 92 anni.

## Biografia

### Le origini
Nacque a Fismes, nella Marna, da Silvio Leonardo Uderzo (1888-1985), liutaio di chitarra, e Iria Crestini (1897-1997), emigranti italiani (lui di Piovene Rocchette, lei toscana) che si erano trasferiti in Francia con i due figli maggiori qualche tempo prima. Due anni dopo la famiglia si sposta a Clichy-sous-Bois (Senna-Saint-Denis) e nel 1934 Albert ottiene la cittadinanza francese; nel 1938 si trasferiscono stabilmente a Parigi.
La vocazione per il disegno di Albert Uderzo si manifesta sin dall'infanzia. All'età di sette anni è un attento lettore di fumetti e inizia a disegnare proprie storie anche se presto scopre di essere discromatopsico. Questo deficit visivo lo ostacolerà nel dipingere, ma non nel disegnare.
Quando ebbe tredici anni, venne assunto dalla Société Parisienne d'Édition in qualità di letterista, ritoccatore di fotografie, correttore di bozze, grafico, ecc. Uderzo è quasi completamente autodidatta e impara presto ad essere eclettico.
Dal 1941 al 1943, evita il "Service du travail obligatoire" (per cui sarebbe dovuto andare a lavorare in Germania, per partecipare allo sforzo bellico nazista) trasferendosi in Bretagna con il fratello Bruno. Fugge e torna a vivere con i suoi genitori, con i quali vive nella clandestinità fino alla liberazione di Parigi il 25 agosto 1944.

### Primi disegni
In quel tempo Albert Uderzo progetta un cortometraggio d'animazione e poi crea il suo primo fumetto: Flamberge Gentilhomme Gascon (storia di moschettieri, su sceneggiatura di Marcel Reville (noto con lo pseudonimo Em-Ré-Vil).
Nel 1945 inventa Clopinard, un vecchio soldato con una sola gamba che diceva di dover la sua lunga vita al fatto di aver mangiato grandi quantità di polvere da sparo. Scopre i cortometraggi e i film di Walt Disney ma, assunto come aiuto-disegnatore per uno studio di cartoni animati, comprende ben presto che il lavoro in catena di montaggio non fa per lui.
Nel 1946 crea Arys Buck, Prince Rollin e Belloy per la nuova rivista OK. Arys Buck è un bellissimo e fortissimo principe per il quale Uderzo aveva già ideato un piccolo e brutto alter ego, provvisto di un gran nasone e un elmo alato (vedi nascita di Asterix).
Nel 1948 trascorre il servizio militare ad Innsbruck in Austria, e al suo ritorno conosce Robert Dansler, segretario del Syndicat des Dessinateurs pour Journaux d'Enfants, che gli consiglia di tentare la fortuna con i quotidiani. Accetta un lavoro come reporter-disegnatore per France-Dimanche e in seguito viene assunto da France Soir nel 1950.

### L'incontro con Goscinny
A Bruxelles, assunto da World Press, conosce Victor Hubinon e Jean-Michel Charlier, insieme ai quali riprende più tardi la serie Belloy che aveva abbandonato fin dal 1948. Yvan Chéron e il suo amico Georges Troisfontaines hanno fondato due agenzie indipendenti, la World Press e la International Press, due agenzie che però condividevano gli stessi locali e gli stessi autori.
Albert conosce casualmente negli uffici parigini della World Press René Goscinny, un giovane autore francese appena arrivato dagli Stati Uniti. Tra i due impiegati nasce una grande amicizia.

### La coppia Goscinny-Uderzo
Troisfontaines affida all'inedita coppia un compito inatteso: la rubrica del galateo, sul femminile Bonnes Soirées. Goscinny e Uderzo per scriverne i testi si rifanno ad un manualetto belga, pieno di regole comicamente desuete. Tra una risata e l'altra i due imparano a lavorare insieme.
I due provano il lavoro in coppia: nasce così Jehan Pistolet, corsaire prodigieux, testi di Goscinny e disegni di Albert Uderzo.
Lavorando insieme essi creano anche Luc Junior.
Nel 1952 World Press sogna un grande lancio negli Stati Uniti ed il duo risponde con una nuova serie: Oumpah-Pah le peau-rouge. Un indiano moderno con lavatrici e televisori sotto il teepee. Il personaggio non desta alcun interesse inizialmente e presto viene abbandonato: la serie verrà pubblicata nuovamente nel 1958 nel Journal de Tintin.
Nel 1953 crea, con René Goscinny, il personaggio di Sylvie, ripreso in seguito da Martial.

### Le agenzie Edilpresse e Edilfrance
Nel 1956 Renè Goscinny viene licenziato all'improvviso da Troisfontaines, convinto che l'umorista sia diventato un agitatore sindacale. Albert, che lavorava in esclusiva, rimane con un pugno di mosche in mano. Fortunatamente la redazione di World Press decide di mettersi in proprio. Nasce Edipresse, agenzia di stampa e pubblicità. Jean Hébrard porta il denaro e i locali, Goscinny, Uderzo e Charlier contribuiscono en nature, cioè con il loro lavoro.
Il gruppo dà vita anche a Edifrance, agenzia di pubblicità con sede a Parigi. Creano la rivista Clairon per la società Fabrique-Union, e il settimanale Pistolin per la pubblicizzazione del cioccolato Pupier.
Pistolet compare su Pistolin con il nome di Jehan Soupolet e poi Uderzo crea su sceneggiatura di René Goscinny, la serie realista dell'avventuriero Bill Blanchart, per il giornale Jeannot. Successivamente riprendono assieme la serie Benjamin et Benjamine per il giornale che si chiama allo stesso modo.
Crea, in collaborazione con André Franquin, Maurice de Bévère (pseudonimo: Morris) e Pierre Culliford (noto con lo pseudonimo Peyo), un supplemento settimanale per i giornali da week-end, per i quali Charlier scrive Banjo 3 ne répond plus! (serie d'aviazione), mentre Goscinny crea il personaggio di Antoine l'Invincible. Il progetto non funziona.
Nell'arco dal 1957 al 1962 collabora al Journal de Tintin per il quale Goscinny ed Uderzo creano i personaggi di Poussin e Poussif, la Famille Cokalane (pagina di pubblicità per la lozione Pétrole Hahn), la Famille Moutonet e riprendono il personaggio di Oumpah-Pah.

### Il giornale per adolescenti Pilote e la nascita di Astérix
Nel 1959 Radio Luxembourg fa una proposta coraggiosa per quei tempi: fondare un giornale per i giovani, sfruttando la radio come supporto pubblicitario.
Fondare un giornale è una prospettiva allettante, che Goscinny e Uderzo affrontano con entusiasmo. Tutti a Radio Luxembourg vogliono dire la loro. François Clauteaux, futuro direttore del giornale, inventa il titolo: Pilote, il giornale che pilota i bambini.
Su Pilote debutta anche una nuova serie, introdotta da un breve commento:
L'intenzione di François Clauteaux, direttore del giornale, era di dare ai lettori un po' di folklore francese, invece dei soliti gialli e western. Goscinny e Uderzo decidono allora di adattare a fumetti le Roman de Renart.
Per evitare paragoni con altre serie bisogna trovare una nuova idea.
Il 29 ottobre 1959 esce il primo numero di Pilote - Ça, c'est un journal! ("Pilote - Questo sì che è un giornale!"), edito dalla Societé Nouvelle du Journal Pilote (creata per l'occasione). Albert Uderzo ne è il direttore artistico.
Astérix le Gaulois, Asterix il gallico, su sceneggiatura di Goscinny viene pubblicato sul n° 1 di Pilote nel 1959 assieme a L'Ecole des Aigles e Tanguy et Laverdure, su sceneggiatura di Jean-Michel Charlier.
Avventura dopo avventura la serie si consolida, il pubblico si appassiona e le vendite aumentano in maniera esponenziale. Il logo di Pilote viene modificato per includere Obélix.

### Obélix e il villaggio dei galli

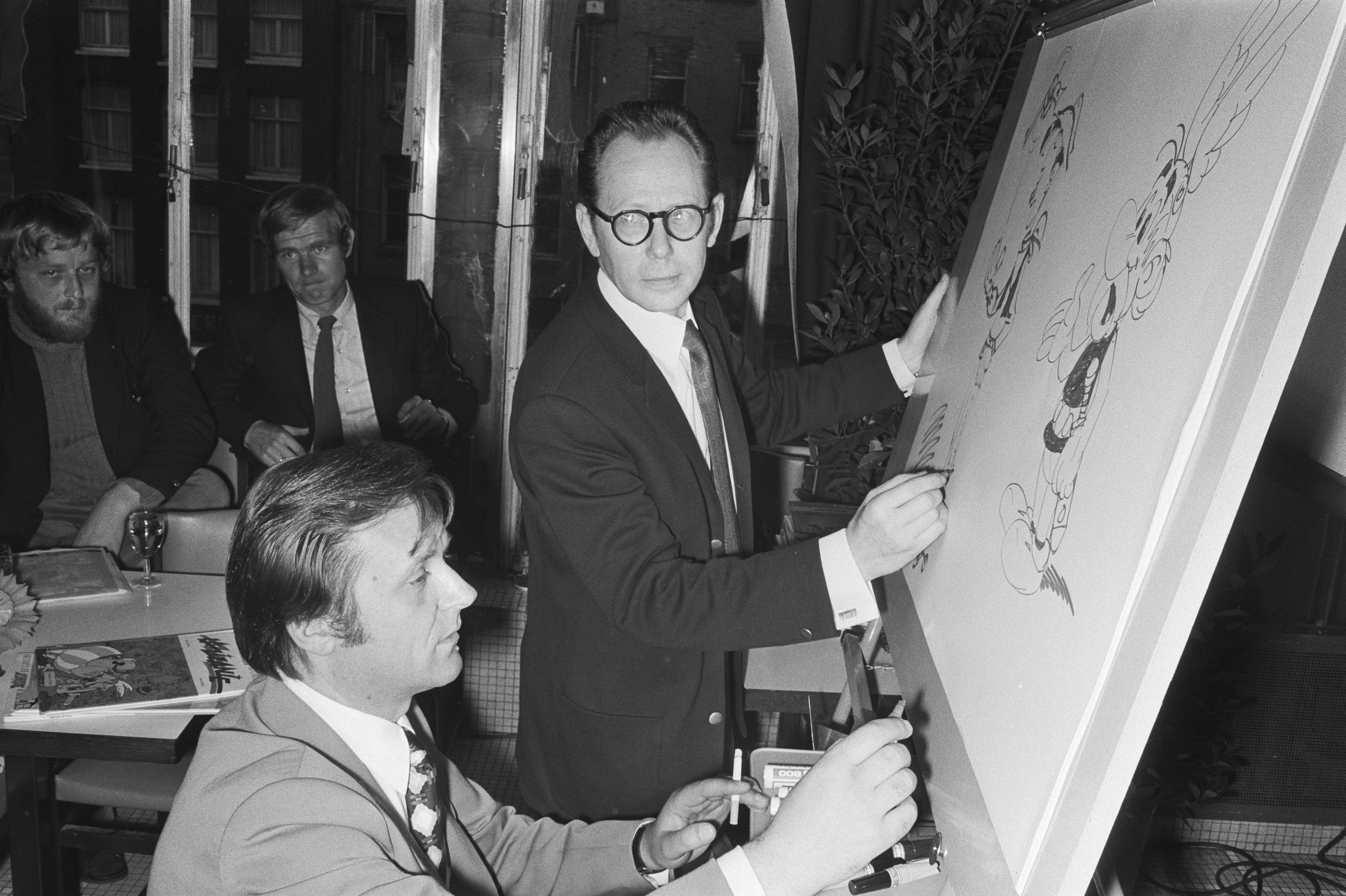
Uderzo (a sinistra) al lavoro insieme a Morris (in piedi) nel 1971

Uderzo insiste affinché Asterix abbia una spalla. Un personaggio grasso, placido e gioviale, che non porta ancora un menhir, ma un'ascia. Durante la prima avventura questa figura ha un ruolo di contorno, limitandosi ad aspettare il ritorno del protagonista.
Goscinny lo recupera nelle avventure successive e ridistribuisce i ruoli: Astérix diventa un eroe a tutto tondo, limitato solo dal fisico mentre i difetti franco-gallici vanno a ricadere sul suo compare: Obélix è suscettibile, irascibile e goloso.
Il villaggio viene posizionato in Armorica. Fior di analisi sono state fatte su questo dettaglio: la Bretagna come alto simbolo di testardaggine contadina e di ostilità contrapposta al centralismo di Parigi. La realtà è molto più prosaica: per Goscinny ogni posto andava bene, e Uderzo ha scelto la Bretagna perché si ricordava bene dei suoi paesaggi. Il villaggio ha sempre delle scaramucce a portata di mano grazie agli accampamenti romani che lo circondano. Ma come in Lucky Luke le battaglie sono incruente. Occhi neri e braccia rotte, ma nulla di irreparabile.
Il risultato dei loro sforzi è ben ripagato. L'angolo della posta, i conoscenti, tutti elogiano Astérix come la vera star di Pilote.

### Gli anni successivi e le pubblicazioni
Da questo momento in poi Uderzo lavora all'incredibile ritmo di cinque pagine alla settimana: tre per Pilote (una di Tanguy e due Asterix), due per il Journal de Tintin (Oumpah-pah).
Nel 1966, travolto dal successo di Astérix, cedette il personaggio Tanguy a Joseph Gillain (in arte Jijé). Nel 1960 Pilote viene riscattato da Georges Dargaud:
- 11 agosto del 1960: sul n°. 42 di Pilote viene pubblicato Asterix e il Falcetto d'oro (La Serpe d'Or). È il secondo capitolo della serie.
- 18 maggio del 1961: sul n°. 82 di Pilote appare Asterix e i Goti (Astérix chez les Goths), terzo capitolo della serie.
- Il 22 marzo 1962 la pubblicazione sul n°. 126 di Pilote di Asterix gladiatore (Astérix Gladiateur), nel quale fanno la loro prima comparsa i pirati.
- Il 7 febbraio del 1963, sul n°. 172 di Pilote, appare l'avventura numero cinque: Asterix e il giro di Gallia (Le Tour de Gaule).
- Il 5 dicembre del 1963, sul n°. 215 di Pilote, Asterix e Cleopatra (Astérix et Cléopatre), numero sei.
- Il 22 ottobre 1964 la pubblicazione sul N°. 261 di Asterix e il duello dei capi (Le combat des Chefs).
- Il 9 settembre 1965: l'ottava avventura di Asterix viene pubblicata sul n°. 307 di Pilote: Asterix e i Britanni (Astérix chez les Bretons).
- Il 28 maggio 1966: sul n°. 340 di Pilote viene pubblicato Asterix e i Normanni (Astérix et les Normands)
- Il 10 novembre 1966: sul n°. 368 di Pilote la pubblicazione di Asterix legionario (Astérix Légionnaire).
- Il 15 giugno 1967 sul n°. 399 di Pilote è pubblicato Asterix e lo scudo degli Arverni (Le Bouclier Arverne).
- Il 15 febbraio 1968 viene pubblicata l'avventura numero dodici sul n°. 434 di Pilote: Asterix alle Olimpiadi (Astérix aux Jeux Olympiques).
- Il 31 ottobre 1968, viene pubblicato sul n°. 469 di Pilote il tredicesimo episodio: Asterix e il Paiolo (Le Chaudron).
- Il 22 maggio 1969: la pubblicazione sul n°. 498 di Pilote di Asterix in Iberia (Astérix en Hispanie).
- L'8 gennaio 1970 sul n°. 531 di Pilote la pubblicazione di Asterix e la zizzania (La Zizanie).
- Il 9 luglio 1970 sul n°. 557 di Pilote pubblicazione di Asterix e gli Elvezi (Astérix chez les Helvète).
- Il 4 marzo 1971 sul n°. 591 di Pilote pubblicazione di Asterix e il regno degli Dei (Le Domaine des Dieux).
- Il 30 settembre 1971, sul n°. 621 di Pilote pubblicazione di Asterix e gli allori di Cesare (Les Lauriers de César).
- Il 4 maggio 1972 sul n°. 652 di Pilote pubblicazione di Asterix e l'indovino (Le Devin).
- Il 31 maggio 1973, sul n°. 687 di Pilote, Asterix in Corsica (Astérix en Corse).
- Nel 1974 esce l'album n° 21: Asterix e il regalo di Cesare (Le Cadeau de César).
- Nel 1975 esce l'album n°. 22: Asterix in America (La grande traversée).
- Nel 1976 esce l'album n°. 23: Asterix e la Obelix SpA (Obélix et Compagnie).

Tutte le avventure di Asterix vengono man mano raccolte in albi.

### I film

#### Cartoni animati
Nel 1967 su iniziativa di Georges Dargaud e all'insaputa degli autori Goscinny e Uderzo gli studi Belvision di Bruxelles fanno uscire l'adattamento in cartone animato di Astérix il gallico (Astérix le Gaulois). Il film è un enorme successo di pubblico.
Nel 1968 esce il film Asterix e Cleopatra (Astérix et Cléopatre), supervisionato questa volta da Goscinny e Uderzo.

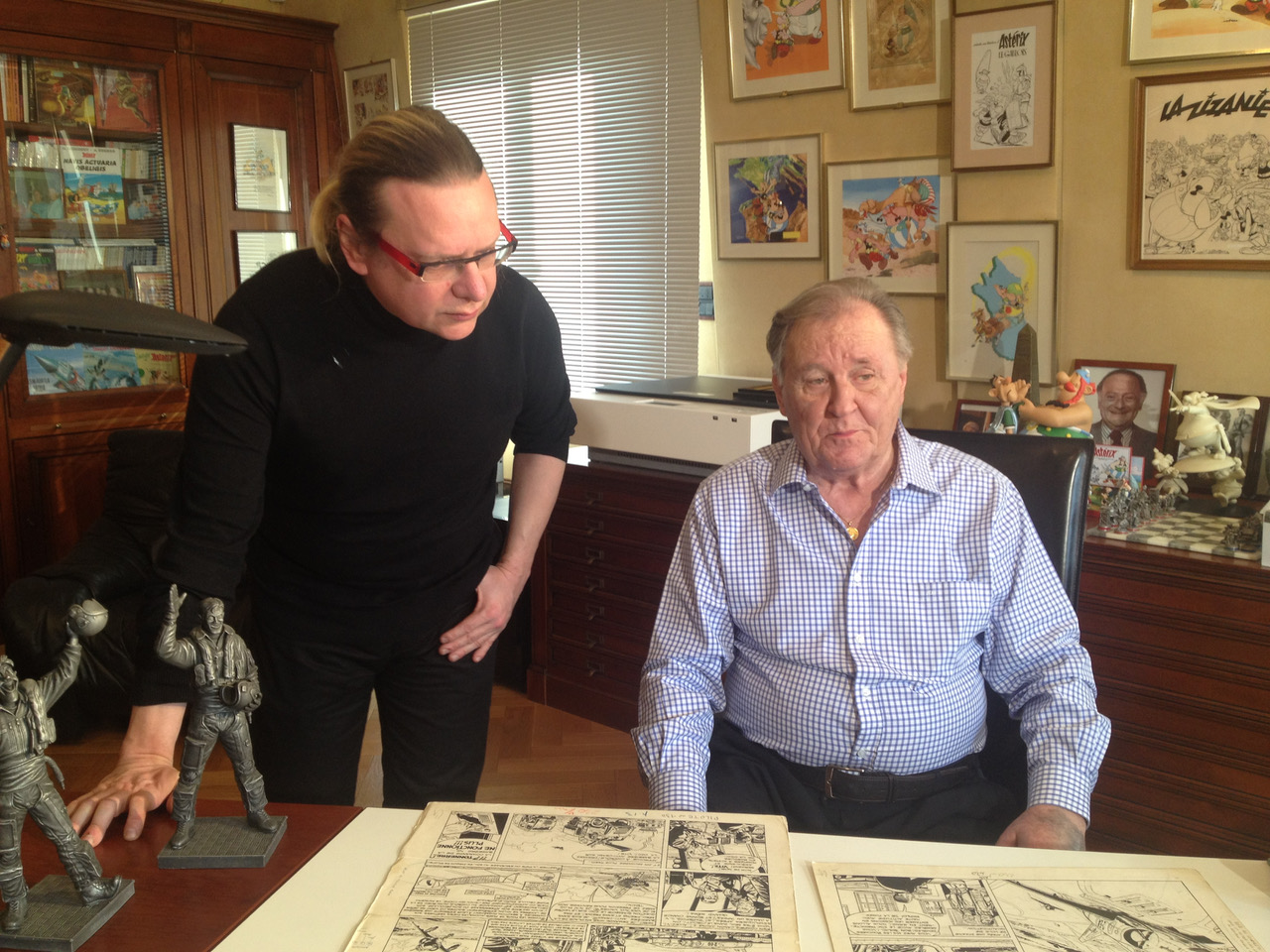
Uderzo a Parisi, 2014

Nel 1974 Dargaud, Goscinny e Uderzo creano lo Studio Idefix, per fare i propri film animati. Si tratta di un progetto in grande stile, sulla falsariga degli studios Disney, ma il progetto è troppo ambizioso per il mercato europeo.
Dopo l'uscita, nel 1976, del cartone animato Le dodici fatiche di Asterix (Les douze travaux d'Astérix) lo Studio Idefix chiude nel 1978.

### Altre pubblicazioni
Nel 1962 esce il secondo album delle avventure di Tanguy e Laverdure: Pour l'Honneur des Cocardes.
Nello stesso anno, in seguito ai risultati catastrofici di un referendum effettuato sul Journal de Tintin, René Goscinny e Albert Uderzo decidono di interrompere Oumpah-Pah.

### Le premature morti di Goscinny e Charlier
Goscinny ha un malore mentre accompagna suo fratello all'aeroporto: angina pectoris, secondo il cardiologo.
Durante l'estate 1977 Goscinny è sempre più teso: i rapporti con Dargaud sono difficili, sua moglie è malata, gli Studios non decollano. Diventa l'ombra di sé stesso, nervoso e aggressivo. Stufo di seguire le cure e consigliato da amici e parenti si affida ad un nuovo cardiologo. Il dottor Charpentier gli dice che sta bene, che può tranquillamente gettare le medicine e presentarsi per un test sotto sforzo.
Sabato 5 novembre René Goscinny entra in una clinica di rue Choiseul, a Parigi. Non ne uscirà vivo.
René Goscinny muore all'eta di 51 anni. Stava lavorando assieme a Uderzo alla pubblicazione di Asterix e i Belgi (Astérix chez les Belges, 1979). In medicina si parla di caso Goscinny: i test sotto sforzo andavano preceduti da vari test e realizzati in presenza di un medico e di servizi di rianimazione.
Albert Uderzo perde un altro grande amico nel luglio del 1989: all'età di 64 anni muore Jean-Michel Charlier.

### Le edizioni Albert-René
Uderzo decide di continuare la grande avventura di Asterix.
- Pubblica nel 1979 Asterix e i Belgi (Asterix et les Belges) e, nello stesso anno, crea la casa editrice Albert René.
- Il 12 giugno 1980 esce, come edizioni Albert-René, il venticinquesimo album di Asterix: Asterix e il grande fossato (Le Grand Fossé).
- Nel 1981 esce l'album n°. 26: L'odissea di Asterix (L'Odyssée d'Astérix).
- Nel 1983 esce l'album n°. 27: Il figlio di Asterix (Le fils d'Astérix)
- Nel 1985 viene pubblicato il libro Uderzo de Flamberge à Astérix (Philipsen). Libro di ricordi di Albert Uderzo.
- Nel 1987 esce il ventottesimo album: Le mille e un'ora di Asterix (Astérix chez Rahazade).
- Nel 1991 l'album n°. 29: Asterix la rosa e il gladio (La Rose et le Glaive). Esce anche "Uderzo-storix, L'aventure d'un Gallo-romain" di Bernard de Choisy (JC Lattès), libro di ricordi di Albert Uderzo.
- Nel 1994, Asterix compie 35 anni: le edizioni Albert-René pubblicano per l'occasione Le Journal exceptionnel d'Astérix.
- Nel 1996 trentesimo album: Asterix e la galera di Obelix (La Galère d'Obélix).
- Nel 2001 esce l'album numero 31: Asterix e Latraviata (che in un primo momento era stato chiamato Asterix e le armi di Pompeo).
- Nel 2003 esce l'album numero 32: Asterix tra banchi e... banchetti (Astérix et la Rentrée gauloise).
- Nel 2005 esce l'album numero 33: Quando il cielo gli cadde sulla testa (Le ciel lui tombe sur la téte).
- Nel 2009 esce l'album 34, l'ultimo disegnato prima di passare il ruolo a Didier Conrad: Il compleanno di Asterix & Obelix - L'albo d'oro (L'anniversaire d'Astérix et Obélix - Le Livre d'or).

## Riconoscimenti
- Nel 1970 Albert Uderzo riceve il titolo di Cavaliere delle Lettere e delle Arti.
- Nel 1980 Uderzo riceve il "Prix du Génie" in occasione della Convention de la Bande Dessinée alla Bastiglia, per l'album Il figlio di Asterix.
- 1999 Le Prix du millénaire viene conferito ad Albert Uderzo, in occasione del 26º Festival International de la Bande Dessinée d'Angoulême.[5]

## Curiosità
- Albert Uderzo si è sposato il 5 settembre 1953 con Ada Milani. Il 24 luglio 1956 nasce la figlia Sylvie.
- Nel 1965 viene lanciato nello spazio il primo satellite spaziale francese: il suo nome è Asterix.
- Il 19 settembre 1966 Asterix è sulla copertina del n° 796 della rivista L'Express, sottointitolato: "Astérix, le phénomène français" ("Asterix, il fenomeno francese").
- Uderzo è un appassionato estimatore di automobili e in particolare di quelle sportive. Acquistò la sua prima Ferrari nel 1975. La sua passione lo porterà nel 1978 ad essere eletto Presidente del Club Ferrari francese.
- 1989 Apertura in Francia del parco tematico Parc Astérix, vicino a Parigi.
- Il 29 ottobre 1999 Asterix festeggia i suoi primi 40 anni; in quest'occasione esce il Livre d'Astérix le Gaulois, per il quale sono necessari tre mesi per la storia e i dialoghi e sei mesi per i disegni.
- Dopo la morte di Goscinny, Uderzo scrive e disegna personalmente ogni nuova storia.
- Da quando Asterix fu ideato, per le 39 diverse storie che sono state sinora vendute in oltre 370 milioni di copie in tutto il mondo, Uderzo ha realizzato più di 14.000 disegni.